# Исламский университет Кыргызстана
Исламский университет Кыргызстана (кирг. Кыргызстан Ислам Университети), ранее — Исламский институт имени Хазрети Умара (кирг. Азирети Умар атындагы Ислам институту), — исламское высшее учебное заведение при Духовном управлении мусульман Кыргызстана, действующее с 1993 года в городе Бишкек, Кыргызстан.

## История
В 1991 году Духовное управление мусульман Кыргызстана (ДУМК) открыло в Бишкеке Исламское медресе имени Хазрети Умара. В медресе преподавали 4 человека.
В 1993 году медресе было преобразовано в Исламский институт имени Хазрети Умара. По состоянию на 1998 год в институте было 25 преподавателей и 280 студентов.
В 2003 году в соответствии с постановлением II Курултая мусульман Кыргызстана институт был преобразован в Исламский университет Кыргызстана, руководителем был назначен Абдишукур Нарматов. По состоянию на 2013 год в университете было около 40 преподавателей и около 400 студентов.
В 2017 году Министерство образования и науки Кыргызстана выдало университету лицензию по специальности «теология», в 2018 году — по специальности «арабская филология».

## Описание
В университете действует факультет гуманитарного образования, на котором имеются кафедры теологии, естественно-гуманитарных дисциплин и арабской филологии, лицензированные государством, а также кафедра шариата.
В университете обучаются порядка 1000 студентов. Программа обучения рассчитана на пять лет. Преподавательский состав насчитывает около несколько десятков человек, включает в себя докторов и кандидатов наук. По состоянию на 2013 год 197 человек получили дипломы по специальности «исламская теология» с квалификацией «специалист в области шариата и арабского языка».
Университет лидирует среди других исламских учебных заведений Кыргызстана по уровню материально-технической базы, библиотечным фондам и кадровому потенциалу.

## Ссылка
- kiu.kg (киргиз.) — официальный сайт Исламского университета Кыргызстана